# Włochatek koński

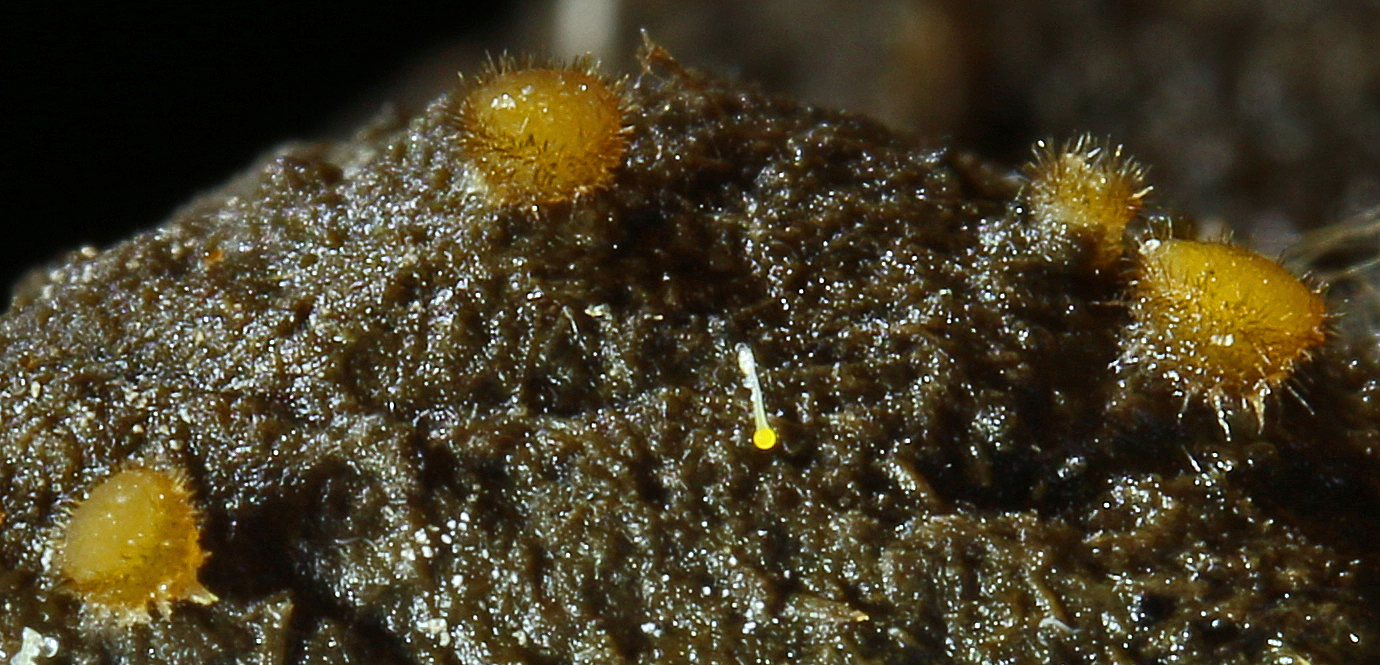

Włochatek koński (Lasiobolus papillatus (Pers.) Sacc.) – gatunek grzybów z rodziny Ascodesmidaceae.

## Systematyka i nazewnictwo
Pozycja w klasyfikacji według Index Fungorum: Lasiobolus, Ascodesmidaceae, Pezizales, Pezizomycetidae, Pezizomycetes, Pezizomycotina, Ascomycota, Fungi.
Po raz pierwszy takson ten opisał w 1794 r. Christiaan Hendrik Persoon, nadając mu nazwę Peziza papillata. Obecną nazwę nadał mu w 1884 roku Pier Andrea Saccardo.
Ma 25 synonimów. Niektóre z nich:
- Lasiobolus equinus (O.F. Müll.) P. Karst. 1885
- Lasiobolus pilosus var. vaccinus (Boud.) Gamundí 1964
- Streptotheca citrina (P. Crouan & H. Crouan) Le Gal 1960[2].

Polska nazwa według M.A. Chmiel (dla synonimu Lasiobolus equinus).

## Morfologia
Owocniki o średnicy 1–3(4) mm, bez trzonka, o barwie od żółtej do pomarańczowej, pokryte włoskami jak Scutellinia. Włoski o długości 300–657 µm, szkliste, bezprzegrodowe. Workicylindryczne, ośmiozarodnikowe, 175–190 × 14–30 µm. Zarodniki 17–26 × 8–10 µm, elipsoidalne, szkliste bez gutuli, pokryte nieregularnym, galaretowatym nalotem.

## Występowanie i siedlisko
Występuje w Ameryce Północnej i Południowej, Europie, Azji, Australii i na Nowej Zelandii. W Polsce M.A. Chmiel w 2006 r. przytoczyła ponad 20 stanowisk. Bardziej aktualne i liczne stanowiska przytacza internetowy atlas grzybów.
Grzyb koprofilny występujący na odchodach zwierząt roślinożernych.